# Лефранув
Лефранув (пол. Lefranów) — село в Польщі, у гміні Добришиці Радомщанського повіту Лодзинського воєводства.
У 1975-1998 роках село належало до Пйотрковського воєводства.